# 加美平
加美平（かみだいら）は、東京都福生市の町名。現行行政地名は加美平一丁目から加美平四丁目で住居表示は未実施（番地による住所表示）。郵便番号は197-0012（あきる野郵便局管区）。

## 地理
福生市北部に位置し、中央を青梅線が貫いている。福生、東町、武蔵野台、羽村市川崎・神明台と接する。羽村市境に、東京都住宅供給公社加美平住宅の団地が置かれている。

### 地価
住宅地の地価は2013年（平成25年）7月1日に公表された東京都の地価調査によれば加美平一丁目24番18の地点で16万円/m2となっている。

## 歴史
1979年（昭和54年）2月1日に大字福生から、区画整理の後、町名改称して現町名になった。一部にかつて羽村町だった部分もある。

### 地名の由来
町名の由来は、この付近の字名だった「加美」からきている。福生市内の旧福生村地域には、「奈賀」（現在の本町・東町など）、「志茂」（現在の大字志茂など）という地名もあり、それぞれ江戸期の伝承名「上」「中」「下」に由来する。

## 世帯数と人口
2018年（平成30年）1月1日現在の世帯数と人口は以下の通りである。
| 丁目         | 世帯数    | 人口    |
| ------------ | --------- | ------- |
| 加美平一丁目 | 809世帯   | 1,580人 |
| 加美平二丁目 | 533世帯   | 1,076人 |
| 加美平三丁目 | 856世帯   | 1,800人 |
| 加美平四丁目 | 1,053世帯 | 1,703人 |
| 計           | 3,251世帯 | 6,159人 |

## 交通
- 東京都道29号立川青梅線（新奥多摩街道）

## 施設
教育
- 福生市立福生第六小学校（加美平1-9-1）
- 福生市立福生第二中学校（加美平1-22-1）

福祉
- 私立加美平保育園（加美平4-1）
- 私立弥生保育園（加美平3-37-13）
- ありんこ保育園（加美平1-17-7）

生涯学習
- 地域会館、かえで会館（加美平1-20-6）
- 加美平野球場（加美平1-21）

警察・消防
- 福生警察署（加美平3-25）

病院
- 公立福生病院（加美平1-6-1）

郵便局
- 福生加美郵便局（加美平1-6-10）

神社・仏閣
- 千佛地蔵（イボ取り地蔵）（加美平3-26加美平西公園内）

公園
- 加美平公園（加美平1-21）
- 加美平北公園（加美平2-12）

商業施設
- ディスカウントストアー・量販店
  - ヤサカ（ホームセンター）福生店（加美平2-4-1）
  - 洋服の青山福生店（洋服）（加美平2-8-4）
  - テイクワン福生店（靴）（加美平2-8-3） - 閉店済
  - ドラッグストアバイゴー加美平店（加美平1-28-3）
  - 驚安堂（ディスカウントストアー）（加美平3-17-3）
  - ダイソー（ディスカウントストアー）（加美平3-17-3）
- 飲食店
  - 壱発ラーメン福生支店（加美平1-18-19）
  - まいどおおきに食堂福生食堂（加美平1-13-1）
  - びっくりドンキー福生店（ファミレス）（加美平2-9-3）
  - サイゼリヤ福生加美平店（ファミレス）（加美平1-13-14）
  - 魚屋路福生店（回転寿司）（加美平1-27-2）
  - すき家福生店（ファーストフード）（加美平1-19-7）
  - ビストロむく（洋食）（加美平2-1-8）
  - Cheese and Olive（サンドイッチ）（加美平3-7-11 ）
- コンビニ
  - サンクス福生加美平店（加美平1-13-13）
  - セブン-イレブン福生加美平3丁目店（加美平3-14-2）